# Años de plomo (Brasil)
Años de plomo es la designación del periodo más represivo de la dictadura militar de Brasil, teniendo inicio en 1968, con la edición del AI-5 el 13 de diciembre de aquel año, hasta el final del gobierno de Emílio Garrastazu Médici, en marzo de 1974.
Electo por la Junta Militar que gobernaba el país, debido a la muerte del antecesor Costa e Silva, Médici tuvo la ventaja de asumir el país en el auge del llamado "milagro económico brasileño", un breve periodo donde los productos comercializados por Brasil se valoraron, haciendo que el producto interior bruto del país creciera con cifras de hasta dos dígitos, un hecho solo conseguido por pocos países. Así, buena parte de su mandato se caracterizó por la estabilidad económica, lo que ayudó el gobierno en su esfuerzo de alienación del conjunto de la población ajena a la represión y tortura conducida en los "porões" de la dictadura.
Algunos reservan la expresión "años de plomo", específicamente para el gobierno Médici. El periodo se destaca por el feroz combate entre la extrema-izquierda versus extrema-derecha, de un lado, y de otro, el aparato represivo policial-militar del Estado, finalmente apoyado por organizaciones paramilitares y grandes empresas, teniendo como pano de fondo, el contexto de la Guerra Fría.

## La Enmienda Constitucional de 1969
En 17 de octubre fue promulgada por la junta militar la Enmienda Constitucional n.º 1, incorporando dispositivos del Acto Institucional n.º 5 a la constitución, estableciendo lo que quedó conocido como Constitución de 1969.
En 25 de octubre, Médici y Rademaker fueron elegidos por el Congreso por 293 votos, habiendo 76 abstenciones, correspondientes a la bancada del MDB (Movimiento Democrático Brasileño). El nuevo presidente tomó posesión el día 30 de noviembre.

## La censura
La censura, ejecutada por el CONTEL, comandado por el Secretariado Nacional de Información y por el Departamento de Orden Política y Social, prohibió toda y cualquier exhibición en territorio nacional de películas, reportajes, fotos, transmisiones de radio y televisión, que mostraran tumultos en que se envolvieran estudiantes o cualquier tipo de manifestación contraria a la dictadura militar.

### La manifestación del Gobernador Negrão de Lima
El gobernador Negrão de Lima, conforme informado en toda la prensa nacional de la época, siempre cercado por 100 soldados de la PM, acompañó, a través de informaciones, todos los movimientos ejecutados por los órganos de represión, declarándose satisfecho con los rumbos de la "revolución", más una vez victoriosa contra el comunismo.

### Las protestas y enfrentamientos
El 29 de marzo de 1968, hubo una protesta de 50 000 personas en el centro del Río.
En junio, una multitud de aproximadamente 100 000 personas realizó durante más de siete horas una marcha. Con madres, padres, estudiantes, artistas e intelectuales por la libertad de los detenidos por la Policía, por la enseñanza superior gratuito y contra las Fundaciones.
Fueron 100 000 ciudadanos a protestar, el movimiento estudiantil, sectores de la Iglesia católica y grupos de señoras, que anteriormente habían incentivado La Marcha de la Familia con Dios por la Libertad, La Marcha de la Victoria, promovieron la marcha, la segunda mayor movilización del periodo contra el régimen dictatorial hasta entonces, perdiendo solamente para el comicio de la Plaza de la Sé, en São Paulo.
Según la prensa, el movimiento no registró cualquier disturbio, comenzó con una concentración en la Cinelândia, a las 10 horas y 30 minutos, siguió por el Ancho de la Candelária a las 15 horas, adónde se detuvo por 45 minutos para un comicio. Enseguida, rumou por la calle Uruguaiana hasta la estatua de Tiradentes, en la plaza Quince, donde concluyó a las 17 horas.
Agentes del Departamento de Orden Política y Social (DOPS) y del Servicio Nacional de Informaciones (SNI) acompañaron todo el movimiento, filmando y fotografiando la mayor cantidad posible de manifestantes, principalmente los líderes.
El DOPS prendió cinco estudiantes que distribuían panfletos, un policía que incitaba al apedreamiento del edificio del Consejo de Seguridad Nacional también fue detenido; una vez constatada su función, fue puesto en libertad.
Con entusiasmo, del alto de los edificios llovía papel picado sobre los manifestantes.

### El espancamento de los artistas
El día 18 de julio de 1968, integrantes del Mando de Caza a los Comunistas (CCC), grupo de extrema derecha, invadió el Teatro Ruth Escobar, en São Paulo, espancaram el elenco de la pieza Rueda Viva, hiriendo todos los integrantes, algunos con cierta gravedad; la policía, aunque llamada, hizo solo un boletín de ocurrencia.

### La muerte del estudiante José Guimarães y el CCC
En 2 de octubre de 1968, los estudiantes de la Facultad de Filosofía, Ciencias y Letras de la Universidad de São Paulo (USP) entran en conflicto ideológico con los estudiantes de la Universidad Mackenzie.
A pelea, inicialmente verbal, acabó con actos de violencia de ambas partes, muchos salieron heridos, algunos gravemente. El estudiante José Guimarães murió, la Facultad de la USP fue cerrada y después transferida para la Ciudad Universitaria por los militares. El estudiante de 20 años fue muerto el día 3 de octubre de 1968 en la Calle Maria Antônia en el Centro de São Paulo.
Enfrentamientos callejeros entre estudiantes de izquierda (USP) y derecha (Mackenzie) eran comunes, había siempre pedradas, bombas caseras, cócteles molotov y casi siempre se oían disparos entre la multitud. Uno de esos disparos, hecho por un Colt calibre 45, alcanzó la cabeza de José Guimarães. El entonces gobernador de São Paulo Abreu Sodré informó a la prensa y a los estudiantes horario y dirección errados del entierro y la divulgación del conflicto callejero fue censurada.

## El atentado al Gasómetro: El caso Para-Sar
En el contexto de la oposición a los comunistas e izquierdistas en general, el régimen militar brasileño planeó varias acciones con el objetivo de incriminar sectores de oposición por atentados y ataques: el más conocido de esos fue el caso Para-SAR, o Atentado al Gasómetro.
En 1968, el brigadeiro João Paulo Burnier, que era en la época jefe de gabinete del ministro Márcio Melo, planeó explotar el gasómetro de Río de Janeiro con el auxilio del Para-SAR, un escuadrón de la Fuerza Aérea Brasileña, empleado para salvamentos en local de difícil acceso. El objetivo era matar miles de personas y divulgar un comunicado oficial atribuyendo la autoría a "subversivos" y aumentando el apoyo al gobierno.
El proyecto fue llevado adelante con gran secreto. Se confió la misión al capitán-aviador Sérgio Miranda de Carvalho, que sin embargo se negó a cumplir la misión y amenazó denunciar a Burnier si intentaba llevar adelante el plan con otro oficial.
Sérgio fue declarado loco y alejado de la Aeronáutica en 1969. El caso continuó abafado hasta 1978, cuando el brigadeiro Eduardo Gomes hizo una declaración defendiendo su compañero, confirmando el proyecto de explosión de gasómetros y destrucción de instalaciones eléctricas para crear pánico en la población, revelando el caso para el conocimiento público.

## La censura gana más fuerza
En 22 de noviembre de 1968, fue creado el Consejo Superior de Censura, basado en la plantilla norteamericana de 1939, Ley de la Censura (enlace roto disponible en Internet Archive; véase el historial, la primera versión y la última). (5.536, 21 de noviembre de 1968). El motivo oficialmente propalado era la infiltración de agentes comunistas en los medios comunicacionales, lanzando noticias falsas de tortura y desmanes del poder constituido.

### La cancelación de las elecciones en las capitales
En 17 de abril, Costa y Silva manda transformar todas las capitales de los Estados de Brasil y sesenta y ocho municipios en áreas de seguridad nacional, de esta forma fueron canceladas las elecciones municipales, cuyos alcaldes serían nombrados por el presidente.

### La ocupación de la Universidad de Brasilia
En septiembre, la Policía Milite ocupó la Universidad de Brasilia nuevamente, el entonces diputado del MDB, Márcio Moreira Alves, de Río de Janeiro, sugirió que en respuesta a la represión militar la población boicoteara el desfile de 7 de septiembre de 1968, y las chicas no enamoraran oficiales mientras estos no denunciaran la violencia.

### La invasión de la UNE
En Ibiúna, São Paulo, se realizó en 12 de octubre de 1968 el trigésimo congreso de la UNE. La policía invade la reunión y prende 1240 estudiantes. Muchos son heridos, algunos gravemente; cuando fueron llevados para la prisión y torturados. Muchas mujeres también sufrieron abusos sexuales por parte de policías. Aquellos que intentaron protestar contra la violencia fueron espancados y humillados públicamente, los familiares que intentaron entrar con habeas corpus fueron fichados por el SNI y amenazados por las fuerzas de seguridad. Algunos padres, por ser operarios de instituciones públicas, perdieron sus empleos y fueron perseguidos por las fuerzas de represión; algunos reporteros que presenciaron los espancamentos tuvieron sus equipamientos destruidos por los policías, siendo dada orden para nada ser publicado o divulgado por los medios comunicacionales.

## Creación del Consejo Superior de Censura
En función de los acontecimientos que están por atropelar la historia, el 22 de noviembre de 1968 se crea el Consejo Superior de Censura. Su función es centralizar y coordinar las acciones de las oficinas de censura esparcidos por el país. Comienzan fugas de datos e informaciones para órganos de derechos humanos internacionales, siendo por lo tanto urgente la interrupción de toda y cualquier información de eventos que puedan ocasionar algún tipo de protesta por parte de la opinión pública internacional y la difusión de noticias indeseables en territorio nacional.
También se crean tribunales de censura, con la finalidad de juzgar rápidamente órganos de comunicaciones que posiblemente burlen la orden establecida, con su cierre inmediato en caso de necesidad institucional.

### La prisión de Gilberto Gil y Caetano Veloso
Después de protestar públicamente contra la dictadura, los cantantes Caetano Veloso y Gilberto Gil fueron detenidos en Río de Janeiro el día 22 de diciembre de 1968. Según los censores y los órganos de informaciones oficiales, el motivo de la prisión fue "tentativa de la quiebra del derecho y de la orden institucional", con mensajes "objetivos y subjetivas a la población" para subvertir el Estado Democrático Brasileño establecido por la revolución. En función de la notoriedad de los artistas, se les aconsejó que se exiliaran del país. En el periódico Estado de São Paulo, debajo del título de la noticia, aparece una receta de torta de abacaxi rellena con pepino.
El día 16 de enero de 1969, fueron detenidos Mário Covas y 42 diputados más, y diversos aparatos comunistas fueron estourados. Segundo informado por las fuerzas de represión, infelizmente debido a su reacción armada a las fuerzas de seguridad, los terroristas no sobrevivieron.
El día 25 de enero de 1969, Carlos Lamarca, capitán del Ejército Brasileño, huyó del cuarto Regimento de Infantaria, llevando consigo diez ametralladoras INA punto cuarenta y cinco, y sesenta y tres fusiles automáticos leves Fal; esta fuga se hizo punto de honra para las fuerzas armadas acabe de un golpe por todas con la resistencia armada en Brasil. Los comunistas pasaron a ser perseguidos y muertos implacablemente por los escuadrones de la muerte, implantados y funcionales en todo el país. En función de esto, y para dejar la represión con mayor eficiencia, el día 1 de julio de 1969, el gobernador de São Paulo, Abreu Sodré, creó la Operación Bandeirantes (Oban), para reprimir y perseguir en el estado todos aquellos que se oponen a la dictadura.

### El secuestro del embajador norteamericano
El día 4 de septiembre de 1969, el grupo revolucionario MR-8, (Movimiento Revolucionario 8 de Octubre), secuestró el embajador americano en Brasil, Charles Burke Elbrick. En 5 de septiembre de 1969, es mandado cumplir el Acto Institucional Número Trece, o AY-13, que instituye lo ...(sic) banimento del territorio nacional el brasileño que, comprovadamente, hacerse inconveniente, nocivo o peligroso a la seguridad nacional. En 7 de septiembre de 1969 es liberado el embajador americano y los 15 presos políticos liberados, y en función del AY-13, son proscritos para México.

### La pena de muerte y la prisión perpetua son institucionalizadas
En función de los acontecimientos que comenzaron a radicalizarse, aumentando los casos de secuestro, asaltos a bancos, asesinatos de reclutas de las Fuerzas Armadas para robo de armas y municiones. El día 18 de septiembre de 1969 los ministros militares y ministros civiles que asumieron al gobierno mandan aprobar nueva Ley de Seguridad Nacional, que institucionalizó la pena de muerte y la prisión perpetua en territorio brasileño. El primer condenado a muerte en la Historia Republicana fue Theodomiro Romeiro de Santos, militante del PCBR (Partido Comunista Brasileño Revolucionario), que después de su prisión en 27 de octubre de 1970, baleó y mató uno de sus captores, el Sargento de la Aeronáutica, Walder Xavier de Lima. Posteriormente, la pena fue conmutada en prisión perpetua.
Al asumir el gobierno, en 1969, el general Emílio Garrastazu Médici consolidó la comunidad de informaciones, interconectando todas las oficinas conectadas al SNI. Según la prensa, el combate a las izquierdas se intensificó con el inicio de la guerra sucia, que, en consonancia con la versión oficial del gobierno, fue iniciada por terroristas comunistas. La represión a los movimientos de izquierda se intensificó, con todos los aparatos de estado interconectados y funcionando a plena potencia: los sistemas de vigilancia también estaban coordinados y liderados por profesionales entrenados en Estados Unidos. La represión se utilizó de mecanismos como el DOI-CODI.
La expresión "Años de plomo", usada por la Prensa, es una paráfrasis del título en portugués de una película de la cineasta alemana Margarethe von Trotta (llamado "Die Bleierne Zeit") sobre la represión al grupo revolucionario Baader-Meinhof (Fracción del Ejército Rojo) los años 70. Fueron, probablemente, los años de mayor progreso económico de la historia reciente de Brasil, a pesar del avance de la inflación que ocasionaba el aumento de la pobreza y de la gran desigualdad social, además del elevado grado de represión política. Algunos, sin embargo, reservan la expresión "años de plomo" específicamente para el gobierno Médici.
Dieciocho millones de electores brasileños sufrieron de las restricciones impuestas por aquellos que asumieron el poder, ignorando y cancelando la validez de la Constitución Brasileña, creando a través de Actos Institucionales un Estado de excepción, suspendiendo la democracia.

### La propaganda institucional y el Poder Legislativo
Luego en el inicio del gobierno comenzó la propagación de la propaganda institucional visando a la elevación del moral de la población. Eslóganes eran fartamente distribuidos y divulgados a todo instante en todos los medios comunicacionales.
Músicas de llamamiento cívico eran divulgadas diariamente; la que más se fijó en el inconsciente colectivo fue la música intitulada Este es un país que va para frente. Frases de efecto también eran divulgadas y calcomanías distribuidas en todas las escuelas infantiles.
A la vez se inició una campaña en los llamados porões de la dictadura, donde personas eran torturadas y muertas por la represión.
El presidente, cierta vez, en entrevista a la prensa internacional y nacional, dejó escapar una frase que quedó célebre: ...(sic) Lo Brasil va bien, pero el Pueblo va apenas...; o aún "La economía va bien, pero el pueblo va apenas"; unos dicen que esta fue Delfim Neto quien la dijo, otros Médici, los registros que constan en la prensa son de los dos en fechas diferentes.
Médici utilizó la propaganda institucional maciza para promover el régimen, estableció el Senador Filinto Müller, conocido internacionalmente como "El carrasco que servía a Vargas", ser presidente del Congreso Nacional, y jefe del partido situacionista, la ARENA.
El Poder Legislativo pasó a ser totalmente sometido al Poder Ejecutivo, que centralizaba las decisiones de Estado. La censura a la prensa y a los medios de comunicaciones fue acelerada con la contratación de miles de agentes sin concursos públicos; esta fue llamada por los operarios públicos de carrera como a era del QI (Quien Indica).
El día 4 de noviembre de 1969, Carlos Marighella, líder de la ALN (Alianza Libertadora Nacional), fue muerto a tiros, en la Alameda Casa Branca, en São Paulo. Esta operación tuvo la participación directa del temido delegado Sérgio Paranhos Fleury, considerado uno de los más brutales torturadores de este periodo. Cupo al Delegado Fleury, entre otras operaciones, la eliminación de Carlos Lamarca.
Como queda claro, se vivía en un régimen de excepción, endividado y con uno de los mayores abismos sociales del planeta, pero debido a la manipulación ideológica por medio de la censura, el régimen hacía creer a la población que Brasil estaba en la dirección correcta del progreso.
Los EUA aceptaban y apoyaban dictaduras de la derecha en países en los cuales creían haber riesgo de migración para el bloque comunista, como en el caso de la Argentina, Bolivia, Brasil, Chile, Haití, Perú, Paraguay, Uruguay, etc.
Los años de plomo fueron el periodo más represivo de la dictadura militar en Brasil, extendiéndose básicamente del fin de 1968, con la edición del AY-5 en diciembre de aquel año, hasta el final del gobierno Médici, en marzo de 1974.

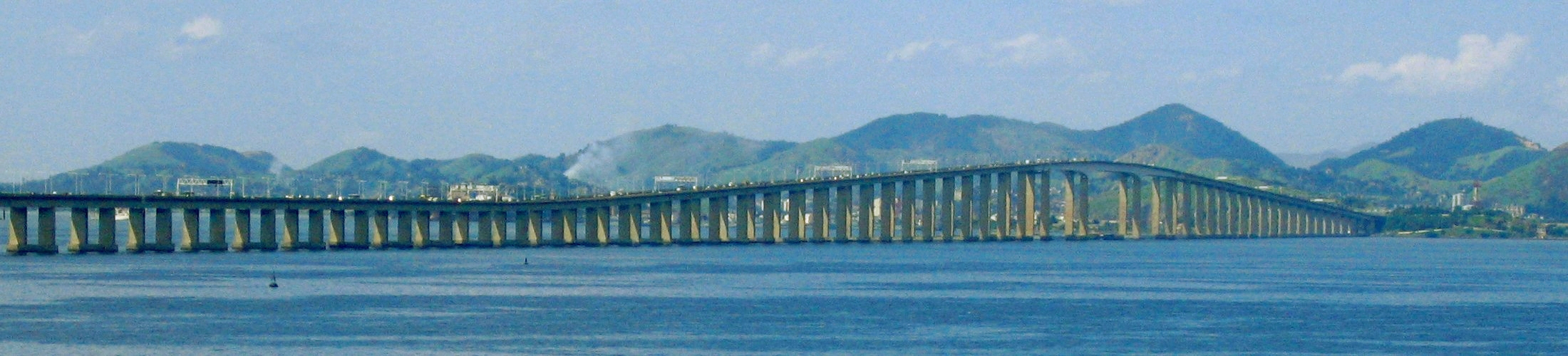
Puente Presidente Costa y Silva (Río-Niterói).

Los gobiernos militares acompañan la historia de Brasil desde la proclamación de la República, sin embargo, siempre más moderados. Este último estaba dispuesto a desarrollar a Brasil a cualquiera precio, pues según su doctrina, lo Brasil tenía prisa en crecer.
Se inició una época de crecimiento económico espectacular, llamado por el gobierno de Milagro brasileño, programas televisivos como Amaral Netto, el Reportero, de la Globo, Flávio Cavalcanti, Titular, y publicaciones como, Índice- la base de datos, BRASIL en datos, Titular 1971, mostraban inmensas obras de ingeniería, un país realmente en crecimiento exponencial, era la época del Brasil Grande, el Milagro Brasileño o el Milagro Económico.
Fueron hechas grandes obras, que fueron esenciales y sirvieron como base para el crecimiento económico actual, ejemplos de esas obras son: la fábrica eléctrica de Itaipu y el puente Río-Niterói.
Garrastazu Médici en su gobierno incentivó una euforia desarrollista. El gobierno militar pasó a ser mostrado en los medios de comunicaciones como un vehículo de orden y progreso. No faltaron oportunidades para demostrar al mundo el crecimiento exponencial del país, incentivando la entrada de capital volátil externo.

## El Gobierno, los revolucionarios de izquierda, la censura
Médici con la ayuda de grupos radicales derechistas como la C.C.C. (Mando de Caza a los Comunistas) y la Alianza Anticomunista Brasileña, derrotó y destruyó cualquier posibilidad de reacción de la izquierda, pues tenía la opinión pública nacional y mundial a su favor debido al “milagro económico”, a la propaganda institucional y la financiación externa para el mantenimiento de la dictadura. Los medios comunicacionales demostraban que el camino seguido por el gobierno era el correcto, había la censura que impedía la visión de los problemas brasileños. La radio, la televisión y los periódicos, solo mostraban noticias y puntos positivos.

## Ufanismo

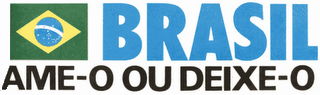
Eslogan ufanista "Brasil, ámelo o déjelo", muy usado durante la dictadura militar en Brasil.

El ufanismo es una expresión utilizada en Brasil en alusión a una obra escrita por el conde Afonso Celso cuyo título es Por qué me ufano por mi país. El adjetivo ufano proviene de la lengua española y significa la vanagloria de un grupo arrogando a sí méritos extraordinarios. Para la población, el régimen militar de 1964 estaba siendo bien sucedido. En las escuelas, había censores en salas de clase, profesores que discordaran del régimen, eran sumariamente presos y encuestados, muchos, dimitidos, algunos torturados y muertos, otros desaparecidos. Fue en esta época que aparecieron los eslóganes:
- “Brasil, Ámelo, o déjelo”
- “Este es un País que va para frente”

El gobierno pasó a usar de propaganda para conseguir la simpatía del pueblo y los inducís a una sensación de optimismo generalizado, visando esconder los problemas del régimen militar. El fútbol también fue usado con objetivos ufanísticos.
El presidente Médici, gaúcho, exigió la convocatoria de Dadá Maravilla, del Atlético Minero. Fue coautor de la música "Para Frente Brasil". Influyó decisivamente en el despido de João Saldanha a las vísperas de la copa y creó financiaciones para compraventas de televisiones.
Los militantes de izquierda pasaron a hacer alusiones a Marx, citando que "el fútbol es el opio del pueblo". La preocupación con el fútbol era tanta que la comisión técnica y dirección de la CBD eran dadas a militares. En la copa del Mundo de 1974, el presidente de la CBD era el Almirante Heleno Nunes, mientras el preparador físico era el capitán Cláudio Coutinho, después elevado a técnico en la copa del mundo de 1978, que de hecho lo Brasil perdió, dejando de disputar a final porque, según dicen algunos, el gobierno militar de la Argentina habría actuado en los bastidores, haciendo que Perú perdiera un juego por 6-0.
Fue creado el campeonato brasileño de fútbol en 1971. Nuevamente hubo uso político, con el gobierno influenciando la CBD para incluir equipos de algunas ciudades a pedido de políticos. El pueblo inmediatamente creó el bordão "Donde la ARENA va apenas, uno más en el nacional!"

## Consecuencias
El ufanismo generalizado por el régimen militar acabó teniendo consecuencias gravísimas para la cultura nacional. Como el gobierno pasó a asociar todo que era bueno de Brasil al régimen militar, el pueblo pasó la inmediatamente rechazar todo que era nacional. Además de eso, la entrada de los productos norteamericanos, y lanzamientos de modismos entre los jóvenes, hicieron que después de la apertura política, las radios fueran invadidas con músicas extranjeras, el cine nacional comenzó la decair y de los currículos escolares fueron retiradas las disciplinas EMC (Educación Moral y Cívica) en las escuelas primaria y ginasial (tras la reforma de la enseñanza llamadas de primer grado) y OSPB (Organización Social y Política Brasileña) en las escuelas de enseñanza científica, o según grado después de la reforma, vistas como marcas de la dictadura.
Maniobras contra la distensión
Sílvio Flota general de la llamada “línea dura” es expurgado del gobierno con su exoneración del Ministerio del Ejército, pues estaba articulando maniobras contra la distensión. El despido de Flota del cargo de Ministro del Ejército por Geisel simbolizó lo retorno de la autoridad del Presidente de la República sobre los ministros militares, en especial del Ejército. Esta lógica estuvo invertida desde el Golpe de 64 con diversos ministros milites definiendo cuestiones céntricas del país tales como la sucesión presidencial. Fue un paso importante en el proceso de apertura política con posterior democratización del país y retorno de los civiles al poder.
En 1978, nuevas reglas son impuestas a la sociedad brasileña. Nuevamente es aumentado el arrocho contra las libertades individuales y colectivas de la población, algunos sectores productivos son puestos bajo la “Ley de Seguridad Nacional”, bajo la disculpa de ser de peso estratégica para el país. Son prohibidas las huelgas en los sectores petrolífero, energético y de telecomunicaciones. La sociedad responde con más descontento aún.
En 23 de agosto el MDB indica el general Euler Bentes Monteiro y el senador Paulo Brossard como candidatos a presidente y vicepresidente.
El día 15 de octubre, el Colegio Electoral elige el general João Baptista de Oliveira Figueiredo, candidato apoyado por el entonces presidente Geisel, para presidente, con 355 votos, contra 266 del general Euler Bentes.
En 17 de octubre de 1978, la Enmienda Constitucional n.º 11 revocó lo AY-5 y todos los otros actos institucionales y complementarios.

## Figueiredo

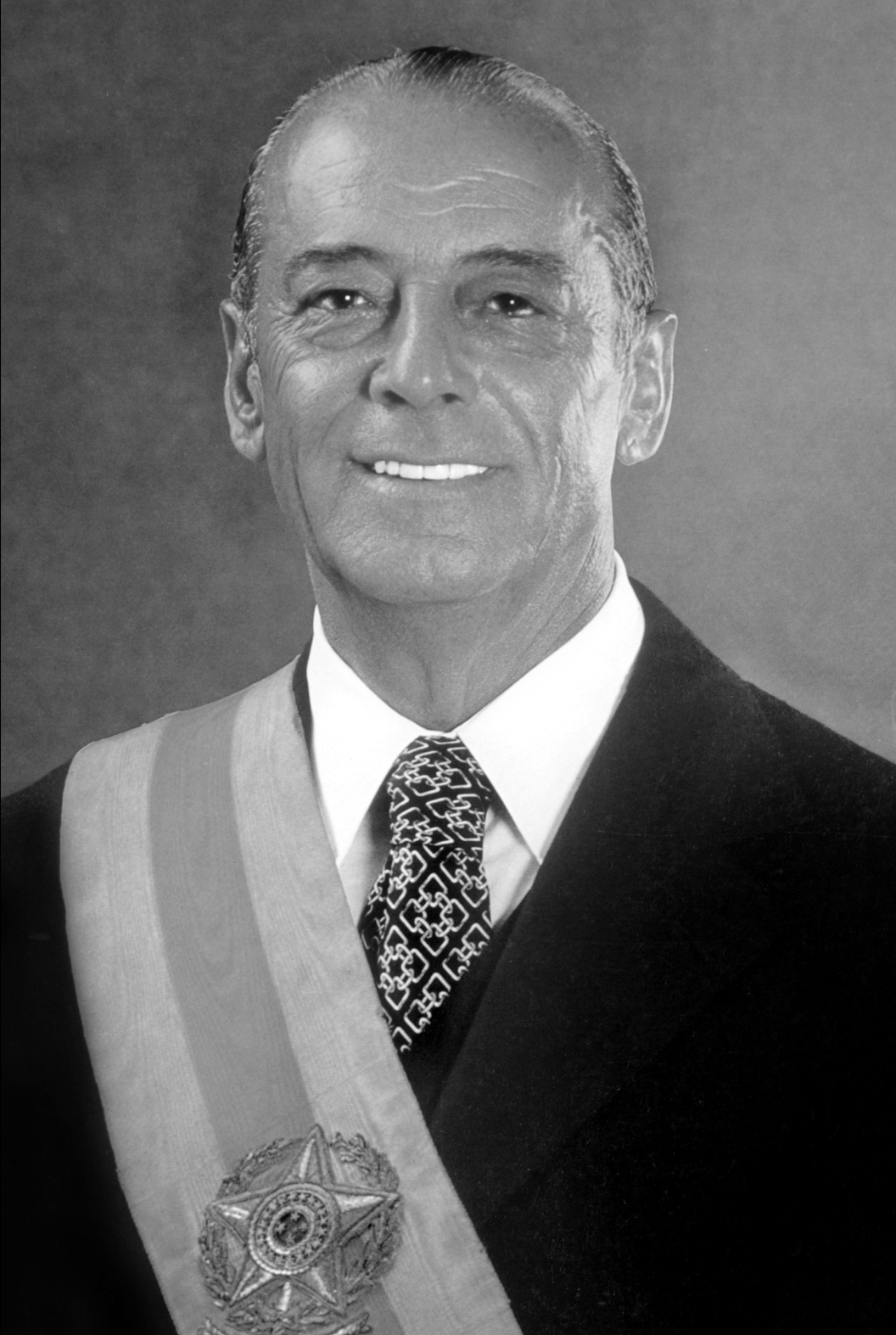
General Figueiredo.

Con la posesión de João Baptista de Oliveira Figueiredo y la crisis económica mundial aumentando aceleradamente, la quiebra de la economía de muchos países, inclusive de Brasil se inició. Las famosas medidas “ortodoxas” impuestas por Delfim Netto y por el banquero ministro Mário Henrique Simonsen en la economía, vinieron a agravar aún más la situación monetaria del país, haciendo que el PIB cayera un 2,5% en 1983. Durante ese periodo ocurrió en Brasil un fenómeno inédito en la historia de la economía mundial conocido como estanflación. La política económica del Gobierno Figueiredo también es acordada por la ciranda financiera o over night.
Figueiredo es responsable por la apertura democrática del régimen con medidas como el fin del bipartidismo, la amnistía recíproca y decretando elecciones directas para Gobernadores de los Estados en 1982.

### El fin del gobierno militar
El final del gobierno militar de 1964 culminó con la hiperinflación, y gran parte de las obras paralizadas por los sertões de Brasil. Debido al sistema de medição y pago estatal, las empresas abandonaron las construcciones, máquinas, equipamientos y edificaciones.
En 8 de mayo de 1985, el congreso nacional aprobó enmienda constitucional que acababa con los últimos vestigios de la dictadura. Algunas de las medidas aprobadas:
- Por 458 votos en la cámara y 62 en el senado fue aprobada la elección directa para presidente (pero en dos turnos);
- Con solo 32 votos contra en la cámara y 2 en el senado, fue aprobado el derecho al voto para los analfabetos;
- Los partidos comunistas dejaron de ser prohibidos;
- Los alcaldes de capitales, estancias hidrominerais y municipios considerados de seguridad nacional volverían a ser elegidos directamente;
- El Distrito Federal pasó a ser representado en el Congreso Nacional por tres senadores y ocho diputados federales.
- Acabó con la fidelidad partidaria;

Finalmente en 28 de junio, Sarney envió la enmienda constitucional que convocaba la Asamblea Nacional constituyente, que fue aprobada en 22 de noviembre (Enmienda Constitucional 26). En verdad, por una conveniencia política, la Constituyente sería compuesta por los mismos diputados legisladores.
Electa en 15 de noviembre de 1986 y empossada en 1 de febrero de 1987, la constituyente funcionó hasta 5 de octubre de 1988 cuando fue promulgada la Constitución.

## Después del golpe de 1964
Luego después del golpe de 1964, en sus primeros 4 años, la dictadura fue endureciendo y cerrando el régimen a los pocos. El periodo comprendido entre 1968 hasta 1975 fue determinante para la nomenclatura histórica conocida como "años de plomo".
Dieciocho millones de electores brasileños sufrieron de las restricciones impuestas por seguidos Actos Institucionales que ignoraban y cancelaban la validez de la Constitución Brasileña, creando un Estado de excepción, suspendiendo la democracia.
Queriendo imponer una plantilla socio, político y económico para lo Brasil, la dictadura milite sin embargo intentó forjar un ambiente democrático, y no se destacó por un gobernante definido o personalista. Durante su vigencia, la dictadura militar no era oficialmente conocida por este nombre, pero por el nombre de "Revolución" - los golpistas de 1964 siempre denominaron así su hecho - y sus gobiernos eran considerados "revolucionarios". La visión crítica del régimen solo comenzó a ser permitida a partir de 1974, cuando el general Ernesto Geisel determinó la apertura lenta y gradual de la vida sociopolítica del país.

### Guerra fría
El origen de la Guerra Fría se remonta a la rivalidad entre los Estados Unidos y la Unión Soviética ocurrida a mediados de la Segunda Guerra Mundial.
Aunque muchos afirmen existan raíces más profundas provenidas del inicio del siglo XX, a partir del fin de la década de 1940 las desavenencias entre los dos bloques se exacerbaron porque ambos afirmaban que sus sistemas eran los vencedores de la guerra que barrió el planeta en la época.
Es sabido que debidos esfuerzos de guerra, acabaron por surgir las dos superpotencias militares, que seguían ideologías antagónicas, acirrando aún más las desavenencias en todos los campos del conocimiento, de la tecnología y de la cultura.
Los comunistas, a través de un sistema socialista autoritario, detenían el poder del bloque a través de sistemas ditatoriales, los capitalistas mantenían el poder a través del control económico, cuya estructura también financiaba dictaduras derechistas, que también eran sistemas autoritarios.
En América Latina no eran raros los gobiernos dirigidos por caudillos que podrían pender para el bloque que bien les conviniera. En este panorama, todos se decían demócratas.
De esta forma, el mundo estaba en plena guerra fría, la mayoría de los países occidentales se decían democráticos y afirmaban mantener la libre expresión.
Dicen algunos que existían algunas excepciones a las libertades democráticas como las dictaduras en América Latina. Es sabido sin embargo, que los Estados Unidos aceptaban, financiaban y apoyaban dictaduras de la derecha en países en los cuales creían haber riesgo de migración para el bloque comunista, como en el caso de la Argentina, Bolivia, Brasil, Chile, Haití, Perú, Paraguay, Uruguay, etc.

## Los militares
Según el teniente-coronel de Infantaria y Estado-Mayor del Ejército Brasileño Manuel Soriano Neto, en charla conmemorativa proferida en la AMAN en 12 de septiembre de 1985, en homenaje al centenario del mariscal José Persona:
"Con las desavenças que grassavam en la corriente outubrista, el tenentismo viene a desintegrarse. Tal hecho se da después de la Revolución de 1932, mormente durante el año de 1933, cuando se formaba la Asamblea Nacional Constituyente. Cuotas de las Fuerzas Armadas se desgarraram para la izquierda y para la derecha, incorporándose a la Alianza Nacional Libertadora y a la Acción Integralista Brasileña, que apregoavam ideologías importadas, no condizentes con la idiosincrasia de nuestro pueblo."
Por lo tanto, dentro de las fuerzas armadas brasileñas, existía una grave escisión interna de orden ideológica y, aún había otra división entre los moderados y la línea dura.
Sin embargo había también el sentimiento patriótico auténtico que mantuvo ocultas de la población todas las desavenencias internas.
Los grupos concurrentes entre sí defendían puntos de vistas diferentes:
- Un grupo defendía medidas rápidas directas y concretas contra los llamados subversivos, o enemigos internos, estos militares apoyaban su permanencia en el poder por el mayor tiempo posible.
- Al contrario del grupo anterior, el segundo era formado por militares que tenían por doctrina la tradición de intervenciones moderadoras. Estos buscaban permanecer en el poder solamente el tiempo necesario hasta formarse un gobierno aceptado por el grupo a ejemplo de 1930, 1945 y 1954. Cuando pasado el periodo de mayor riesgo institucional hubo el rápido retorno del poder para los civiles.

### Las salvaguardas y la doctrina de la seguridad nacional
Para los dos grupos era necesario salvaguardar lo Brasil contra el poder del comunismo internacional (además del antigetulismo, léase populismo).
Según la doctrina de los militares, el enemigo debía ser extirpado a todo coste y los gobiernos populistas serían una puerta de entrada para el desorden y la subversión y propiciarían la entrada de ideologías nocivas a la nación.
Las facciones contrarias internamente en las fuerzas armadas acabaron uniéndose a pesar de la no concordancia metodológica. De esta forma, los militares más radicales se aglutinaron al general Costa y Silva, y los más estratégicos al mariscal Humberto de Alencar Castelo Branco.
Muchos militares de la época afirman que se la orientación filosófico-ideológica de las fuerzas armadas fuera para la izquierda, estas defenderían de la misma forma la línea de pensamiento, solamente el enemigo que cambiaría de lado, lo que importaba era la seguridad de la Nación.